# Gregory Adams
Ne doit pas être confondu avec Greg Adams.
Gregory Charles Adams (né le 31 mai 1960 à Duncan en Colombie-Britannique au Canada) est un joueur de hockey sur glace professionnel qui joua dans la Ligue nationale de hockey de 1980 à 1990.

## Carrière de joueur
Adams commença sa carrière chez les Flyers de Philadelphie, après que ces derniers ne l'aient embauché à titre d'agent libre le 28 septembre 1979. Au cours de sa carrière de 9 saisons, Adams voyagea beaucoup, se retrouvant au sein de sept clubs: les Flyers, les Whalers de Hartford, les Capitals de Washington, les Oilers d'Edmonton, les Canucks de Vancouver, les Nordiques de Québec et les Red Wings de Détroit. Sa meilleure saison offensive vint en 1985-1986, alors qu'il marque 18 buts et ajoute 38 passes, pour 56 points, en 78 matches. Il est plus reconnu pour sa robustesse que sa finesse, il a même déjà jeté les gants à 3 reprises dans le même match et contre le même adversaire Gord Kluzak du temps où il jouait pour les Whalers. Il s'est retiré en 1990.
Au cours de son séjour à Vancouver, il joua avec un autre Greg Adams : Greg "Gus" Adams.

## Statistiques
| Saison     | Équipe                 | Ligue      |     | Saison régulière | Saison régulière | Saison régulière | Saison régulière | Saison régulière |   | Séries éliminatoires | Séries éliminatoires | Séries éliminatoires | Séries éliminatoires | Séries éliminatoires |
| Saison     | Équipe                 | Ligue      | PJ  | B                | A                | Pts              | Pun              | PJ               | B | A                    | Pts                  | Pun                  |                      |                      |
| 1977-1978  | Clippers de Nanaimo    | LHCB       | 62  | 53               | 60               | 113              | 150              |                  |   |                      |                      |                      |                      |                      |
| 1978-1979  | Cougars de Victoria    | LHOu       | 71  | 23               | 31               | 54               | 151              | 14               | 0 | 5                    | 5                    | 59                   |                      |                      |
| 1979-1980  | Cougars de Victoria    | LHOu       | 71  | 62               | 48               | 110              | 212              | 16               | 9 | 11                   | 20                   | 71                   |                      |                      |
| 1980-1981  | Mariners du Maine      | LAH        | 71  | 19               | 20               | 39               | 158              | 20               | 2 | 3                    | 5                    | 89                   |                      |                      |
| 1980-1981  | Flyers de Philadelphie | LNH        | 6   | 3                | 0                | 3                | 8                |                  |   |                      |                      |                      |                      |                      |
| 1981-1982  | Mariners du Maine      | LAH        | 45  | 16               | 21               | 37               | 241              | 4                | 0 | 3                    | 3                    | 28                   |                      |                      |
| 1981-1982  | Flyers de Philadelphie | LNH        | 33  | 4                | 15               | 19               | 105              |                  |   |                      |                      |                      |                      |                      |
| 1982-1983  | Whalers de Hartford    | LNH        | 79  | 10               | 13               | 23               | 216              |                  |   |                      |                      |                      |                      |                      |
| 1983-1984  | Capitals de Washington | LNH        | 57  | 2                | 6                | 8                | 133              | 1                | 0 | 0                    | 0                    | 0                    |                      |                      |
| 1984-1985  | Whalers de Binghamton  | LAH        | 28  | 9                | 16               | 25               | 58               |                  |   |                      |                      |                      |                      |                      |
| 1984-1985  | Capitals de Washington | LNH        | 51  | 6                | 12               | 18               | 72               |                  |   |                      |                      |                      |                      |                      |
| 1985-1986  | Capitals de Washington | LNH        | 78  | 18               | 38               | 56               | 152              | 9                | 1 | 3                    | 4                    | 27                   |                      |                      |
| 1986-1987  | Capitals de Washington | LNH        | 67  | 14               | 30               | 44               | 184              | 7                | 1 | 3                    | 4                    | 38                   |                      |                      |
| 1987-1988  | Capitals de Washington | LNH        | 78  | 15               | 12               | 27               | 153              | 14               | 0 | 5                    | 5                    | 58                   |                      |                      |
| 1988-1989  | Oilers d'Edmonton      | LNH        | 49  | 4                | 5                | 9                | 82               |                  |   |                      |                      |                      |                      |                      |
| 1988-1989  | Canucks de Vancouver   | LNH        | 12  | 4                | 2                | 6                | 82               | 7                | 0 | 0                    | 0                    | 21                   |                      |                      |
| 1989-1990  | Citadels d'Halifax     | LAH        | 10  | 6                | 13               | 19               | 18               |                  |   |                      |                      |                      |                      |                      |
| 1989-1990  | Nordiques de Québec    | LNH        | 7   | 1                | 3                | 4                | 17               |                  |   |                      |                      |                      |                      |                      |
| 1989-1990  | Red Wings de Détroit   | LNH        | 28  | 3                | 7                | 10               | 16               |                  |   |                      |                      |                      |                      |                      |
| Totaux LNH | Totaux LNH             | Totaux LNH | 545 | 84               | 143              | 227              | 1 173            | 43               | 2 | 11                   | 13                   | 153                  |                      |                      |

## Équipes d'étoiles et Trophées
- 1980 : nommé dans la 1re équipe d'étoiles de la Ligue de hockey de l'Ouest.

## Transactions en carrière
- 28 septembre 1979 : signe comme agent libre avec les Flyers de Philadelphie.
- 19 août 1982 : échangé aux Whalers de Hartford par les Flyers de Philadelphie avec Ken Linseman et le choix de première ronde (David Jensen) et de troisième ronde (Leif Karlsson) des Flyers au repêchage de 1983 de la LNH pour Mark Howe et le choix de troisième ronde (Derrick Smith) des Whalers au repêchage de 1983 de la LNH.
- 3 octobre 1983 : échangé aux Capitals de Washington par les Whalers de Hartford pour Torrie Robertson.
- 22 juillet 1988 : échangé aux Oilers d'Edmonton par les Capitals de Washington pour Geoff Courtnall.
- 7 mars 1989 : échangé aux Canucks de Vancouver par les Oilers d'Edmonton avec Doug Smith pour John LeBlanc et le choix de cinquième ronde Peter White des Canucks au Repêchage de 1989 de la LNH.
- 2 octobre 1989 : sélectionné par les Nordiques de Québec des Canucks de Vancouver au repêchage intra-équipe de 1989.
- 4 décembre 1989 : échangé aux Red Wings de Détroit par les Nordiques de Québec avec Robert Picard pour Tony McKegney.

## Carrière d'entraîneur
Il fut entraîneur-chef des Capitals de Cowichan Valley de la Ligue de hockey de la Colombie-Britannique lors de la saison 2000-2001.

## Après-Carrière
Après sa retraite de la LNH, Adams est retourné à Duncan, en Colombie-Britannique, près de l'endroit où il a grandi. Il s'est bâti une réputation de très bon homme d'affaires en ouvrant cinq restaurants Tim Hortons distincts et de nombreuses entreprises de construction. Il est également le fondateur et propriétaire du LakeTown Ranch et accueille de nombreux événements musicaux, y compris le festival annuel de musique country Sunfest.